# Kalle Ankas förbjudna frukt
Kalle Ankas förbjudna frukt (engelska: Donald's Applecore) är en amerikansk animerad kortfilm med Kalle Anka från 1952.

## Handling
Kalle Anka har en äppelodling och ska precis börja skörda. Men plötsligt upptäcker han att det finns bitmärken på några äpplen och förstår rätt snart att de skyldiga är Piff och Puff. Kalle gör allt för att skydda sina äpplen från dem; han använder till och med olika kemikalier.

## Om filmen
Filmen hade svensk premiär den 7 september 1953 på biografen Spegeln i Stockholm.
Filmen hade svensk nypremiär den 28 november 1955 på Sture-Teatern i Stockholm och ingick i kortfilmsprogrammet Kalle Anka bjuder på en fest tillsammans med kortfilmerna Jan Långben bland indianer, Kalle Ankas flygande ekorre, Kalle Anka och spargrisen, Plutos hungriga vargar och Kalle Anka som jultomte.
Filmen har haft flera svenska titlar genom åren. Vid biopremiären 1953 gick den under titeln Kalle Ankas förbjudna frukt. Alternativa titlar till filmen är Kalle Anka och äppeltjuvarna och Kalle Anka och äppelkriget.

## Rollista
- Clarence Nash – Kalle Anka
- James MacDonald – Piff
- Dessie Flynn – Puff[7]